# Breyton Poole
Breyton Avron Poole (né le 23 mars 2000 au Cap) est un athlète sud-africain, spécialiste du saut en hauteur.

## Carrière
Breyton Poole débute l'athlétisme à l'âge de 13 ans. Repéré par son entraîneur actuel, Bennie Schlechder, il se consacre au saut en hauteur, défiant sa taille relativement petite pour la discipline (entre 1,72 m et 1,73 m). En 2017, il se consacre uniquement à l'athlétisme après avoir pratiqué en parallèle le rugby, en vue des championnats du monde cadets.
Le 15 juillet 2017, il remporte le titre mondial cadet à Nairobi en franchissant une barre à 2,24 m, soit six centimètres de plus que son ancien record personnel. Le 28 août, il saute 2,20 m à Swakopmund en Namibie, réalisant le saut le plus haut sur le sol namibien.
Le 4 novembre 2017, au Cap, il porte son record à 2,25 m et égale le record national cadet de Jacques Freitag, datant de 1999.
Le 6 avril 2019, il franchit 2,23 m à Stellenbosch.

## Palmarès
| Date | Compétition                    | Lieu    | Résultat | Marque |
| ---- | ------------------------------ | ------- | -------- | ------ |
| 2017 | Championnats du monde cadets   | Nairobi | 1er      | 2,24 m |
| 2018 | Championnats du monde juniors  | Tampere | 3e       | 2,23 m |
| 2019 | Championnats d'Afrique juniors | Abidjan | 1er      | 2,18 m |
| 2019 | Universiade                    | Naples  | 4e       | 2,21 m |
| 2019 | Jeux africains                 | Rabat   | 3e       | 2,15 m |
| 2024 | Jeux africains                 | Accra   | 3e       | 2,15 m |
| 2024 | Championnats d'Afrique         | Douala  | 4e       | 2,10 m |

## Records
| Épreuve         | Marque | Lieu                    | Date                          |
| --------------- | ------ | ----------------------- | ----------------------------- |
| Saut en hauteur | 2,25 m | Le Cap Pietermaritzburg | 4 novembre 2017 19 avril 2024 |